# Moción de censura

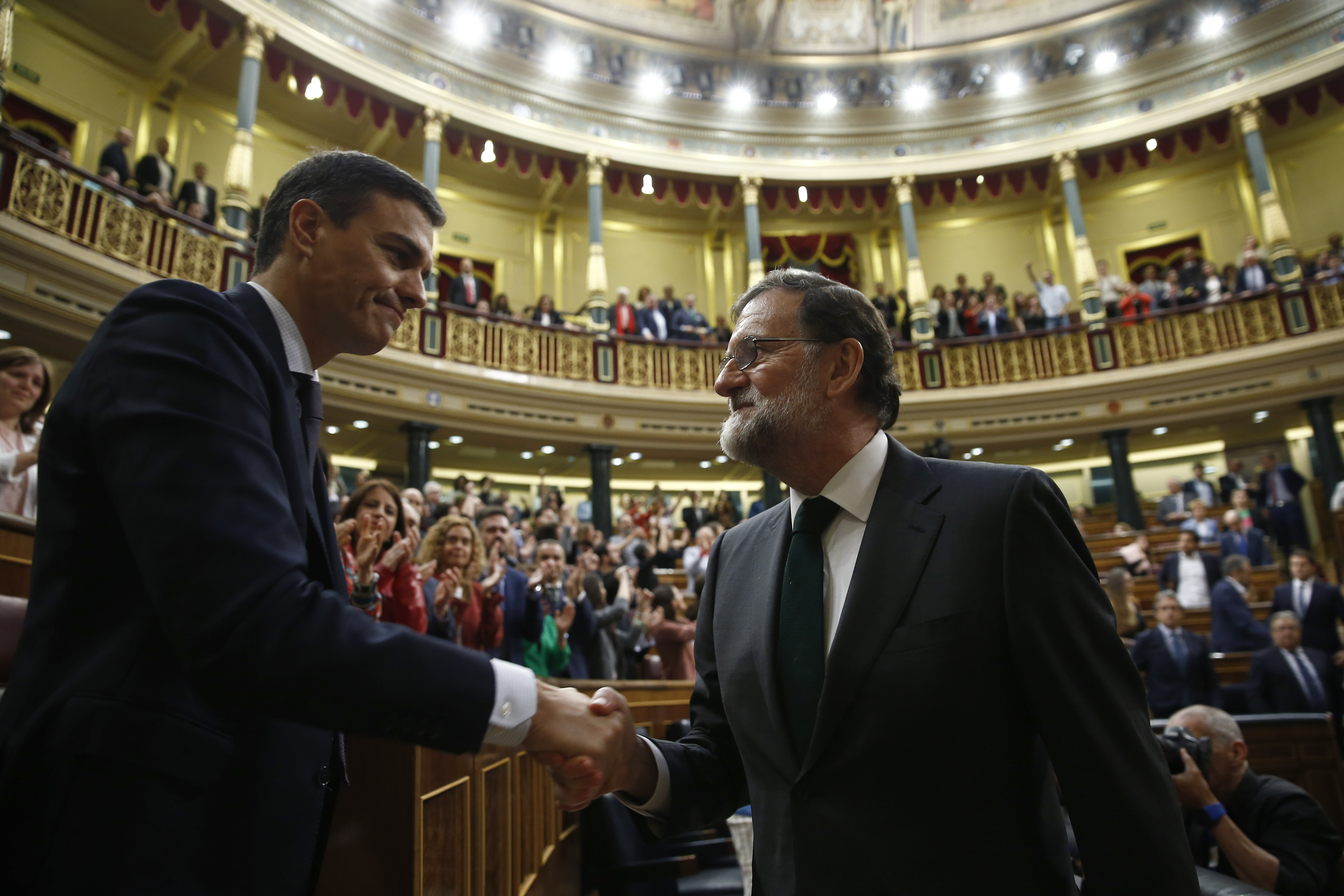
El expresidente del Gobierno de España Mariano Rajoy felicita al nuevo presidente del Gobierno, Pedro Sánchez, tras la votación de la moción de censura al Gobierno.

La moción de censura es el procedimiento por el que los partidos con representación en la Cámara Baja de un Parlamento bicameral o en un parlamento unicameral en pleno de un país o entidad subnacional o supranacional pueden exigir la responsabilidad política al poder ejecutivo, provocando su cese si la moción es aprobada. También, al menos en el caso de España, puede incorporarse este procedimiento a nivel municipal y autonómico.
Es típico y de gran importancia en los sistemas parlamentarios, en los que es el parlamento quien elige al presidente del Gobierno o primer ministro, pudiendo a través de la moción de censura forzar su sustitución. Aunque no es exclusivo de los sistemas parlamentarios; hay sistemas presidenciales en los que existe el procedimiento pero exclusivamente para destituir a ministros del Gabinete ejecutivo, pero nunca para destituir al presidente de la República (que en los sistemas presidencialistas es al mismo tiempo jefe de Estado y jefe de Gobierno).
La moción de censura no debe ser confundida con el procedimiento de juicio político (inspirado a su vez en el impeachment anglosajón) que en casi todos los sistemas presidencialistas es el único mecanismo legal para destituir al presidente de la República; mientras en la moción de censura la razón para destituir al primer ministro o presidente del Gobierno es la pérdida del respaldo parlamentario al gobierno, en el juicio político la razón no es esa (ya que el presidente no es elegido por el Parlamento) sino que la Constitución exige que el presidente haya cometido uno o varios delitos o actos violatorios de la Constitución o las leyes. Además por lo general en el procedimiento de juicio político se exigen unos requisitos o trámites más engorrosos o exigentes que en la moción de censura, y en muchos casos la participación del poder judicial; y también en algunos casos unas mayorías cualificadas más amplias que la mayoría absoluta (al menos mitad más uno) que se exige generalmente para la moción de censura.     
La moción de censura parte de la oposición, normalmente ante un episodio de crisis política que haya provocado la pérdida del respaldo parlamentario mayoritario a la acción del gobierno.

## Formas de mociones
Se diferencian dos tipos de moción de censura en función de si se presenta alternativa o no:
- Moción de censura destructiva: es aquella que busca la caída del primer ministro o presidente del Gobierno, sin tratar la forma de sustituirle y cubrir el vacío de poder. La aprobación de ésta supone la realización de elecciones anticipadas.
- Moción de censura constructiva: el grupo del Parlamento que eleva la moción de censura propone a su vez un nuevo primer ministro o presidente del Gobierno, con un programa político propio. De esta forma, la elección no es solamente si se mantiene la confianza en el primer ministro o presidente, sino si se le daría en cambio al que ha sido propuesto en la moción.

## Distinción entre moción de censura y cuestión de confianza
La cuestión de confianza es esencialmente igual en su contenido a una moción de censura. Se solicita al Parlamento que dictamine si el primer ministro o presidente del Gobierno sigue teniendo o no su confianza y, por tanto, puede gobernar.
El matiz es político: la cuestión de confianza parte del propio primer ministro o presidente del Gobierno que, previa deliberación del Consejo de Ministros, puede plantear ante el Parlamento la cuestión de confianza sobre su programa o una declaración de política general. La confianza se entenderá otorgada cuando la mayoría simple o absoluta (depende del ordenamiento jurídico de cada país) de los diputados vote a favor. La moción de censura, por su parte, nace del Parlamento, normalmente de algún grupo de la oposición política, y su finalidad es conseguir la retirada del apoyo al presidente.
En algunos sistemas parlamentarios, la pérdida de una cuestión de confianza no exige necesariamente la dimisión del Gobierno. En cambio, la pérdida de una moción de censura si suele implicar la destitución del gobierno entero o de la cabeza de gobierno.
Además, en una cuestión de confianza nunca se exige la existencia de una alternativa propuesta por la oposición, como es el caso en una moción de censura constructiva.

## Moción de censura por países

### Colombia
Según el artículo 135 de la constitución política dice: Proponer moción de censura respecto de los Ministros, Superintendentes y Directores de Departamentos Administrativos por asuntos relacionados con funciones propias del cargo, o por desatención a los requerimientos y citaciones del Congreso de la República. La moción de censura, si hubiere lugar a ella, deberá proponerla por lo menos la décima parte de los miembros que componen la respectiva Cámara. La votación se hará entre el tercero y el décimo día siguientes a la terminación del debate, con audiencia pública del funcionario respectivo. Su aprobación requerirá el voto afirmativo de la mitad más uno de los integrantes de la Cámara que la haya propuesto. Una vez aprobada, el funcionario quedará separado de su cargo. Si fuere rechazada, no podrá presentarse otra sobre la misma materia a menos que la motiven hechos nuevos. La renuncia del funcionario respecto del cual se haya promovido moción de censura no obsta para que la misma sea aprobada conforme a lo previsto en este artículo. Pronunciada una Cámara sobre la moción de censura, su decisión inhibe a la otra para pronunciarse sobre la misma.

### España
Según el artículo 113 de la Constitución Española, el Congreso de los Diputados puede exigir la responsabilidad política al Gobierno por la vía de la adopción, por mayoría absoluta, de la moción de censura, que tiene que ser propuesta al menos por la décima parte de los Diputados, y ha de incluir un candidato a la Presidencia del Gobierno. Entre la presentación de la moción de censura y su votación tienen que pasar al menos cinco días. Dentro de los dos primeros días se pueden presentar mociones alternativas. En el caso de no aprobarse, quienes la hayan propuesto no podrán presentar otra dentro del mismo periodo de sesiones. Sin embargo, si el Congreso aprueba la moción de censura, el Gobierno presentará su dimisión al Rey, que nombrará presidente al candidato incluido en la moción.
En España la moción de censura es constructiva. No se puede incoar el procedimiento en determinados momentos, como, por ejemplo, dentro del plazo en el que haya sido convocada una cita electoral.
En contraposición, el presidente del Gobierno se ve facultado por la Constitución para plantear ante el Congreso de los Diputados la cuestión de confianza, conformándose como los mecanismos con mayor trascendencia en las denominadas relaciones entre el Gobierno y las Cortes Generales, reguladas en el Título V de la Constitución.
Ha de mencionarse también que la moción de censura y la cuestión de confianza puede ser planteadas respecto del alcalde en el ámbito municipal, en este caso, se planteará ante el Pleno Municipal, que en casos extremos puede llegar a reunirse convocado por el secretario municipal si el alcalde se niega a debatir la moción. Las comunidades autónomas también han previsto en sus respectivos Estatutos de Autonomía la posibilidad de incoar una moción de censura contra su presidente regional.

### Unión Europea
(Como entidad supranacional)

### Control parlamentario
La Comisión, como cualquier poder ejecutivo, tiene una responsabilidad política ante el poder legislativo que lo ha investido, en este caso, el Parlamento Europeo, es ante el cual tiene que responder y rendir cuentas cuando éste le someta al control parlamentario.

### Cese
El presidente, el Colegio de Comisarios y los comisarios pueden cesar colectiva o individualmente, en tres circunstancias:
- Renuncia/dimisión: el Colegio (colectivamente) o los miembros (individualmente) podrán presentar su dimisión ante el presidente de la Comisión. Asimismo, el presidente podrá presentar su dimisión ante el presidente del Consejo Europeo.
- Expiración de mandato: el mandato natural de una legislatura es de 5 años.
- Moción de censura: De conformidad con el artículo 17.8 del TUE, el artículo 234 del TFUE y el artículo 119 del reglamento interno del Parlamento;[3][4]
  - 1. La décima parte de los diputados que componen el Parlamento podrá presentar ante el presidente de la Cámara una moción de censura a la Comisión. Cuando se haya votado una moción de censura en los dos meses anteriores, cualquier nueva moción presentada por menos de una quinta parte de los diputados que componen el Parlamento será inadmisible.
  - 2. La moción deberá denominarse «moción de censura» y estar motivada. Se transmitirá a la Comisión.
  - 3. El presidente anunciará a los diputados la presentación de una moción de censura en cuanto la haya recibido.
  - 4. El debate sobre la censura no tendrá lugar hasta transcurridas veinticuatro horas como mínimo desde que se comunique a los diputados la presentación de la moción de censura.
  - 5. La votación sobre la moción será nominal y no tendrá lugar hasta transcurridas cuarenta y ocho horas como mínimo desde el comienzo del debate.
  - 6. Sin perjuicio de lo dispuesto en los apartados 4 y 5, el debate y la votación se celebrarán, a más tardar, durante el período parcial de sesiones siguiente a la presentación de la moción.
  - 7. De conformidad con el artículo 234 del Tratado de Funcionamiento de la Unión Europea, la moción de censura se aprobará por mayoría de dos tercios de los votos emitidos que representen, a su vez, la mayoría de los diputados que componen el Parlamento. El resultado de la votación se comunicará al presidente del Consejo Europeo y al presidente de la Comisión.

Asimismo, cabe el cese individual de los comisarios, que (excluidos los casos anteriores, de cese colectivo) puede producirse por fallecimiento, incapacitación política en virtud de sentencia del Tribunal de Justicia de la Unión Europea, dimisión voluntaria y dimisión forzosa por petición del presidente de la Comisión.

### Italia
En Italia, el Consejo de Ministros requiere de la confianza de ambas cámaras. Se puede proponer un voto de censura si la décima parte de los miembros de una sola cámara firma la propuesta y, a partir de tres días antes de la fecha señalada, se puede poner en discusión dicho voto. Es posible proponer un voto de censura contra un ministro.

### Perú
En el Perú, la Constitución de 1993 permite presentar una moción de censura para los Ministros de Estado o para el Consejo de Ministros bajo la propuesta de no menos del 25 % del número legal de congresistas; es decir, por 33 de los 130 congresistas en la actualidad. Dicha moción se debate y vota entre el cuarto y el décimo día natural después de su presentación. Para su aprobación se requiere del voto de más de la mitad del número legal de congresistas; es decir, 66 de 130. El Consejo de Ministros o Ministro censurado debe renunciar y el presidente debe aceptar la dimisión dentro de las 72 horas siguientes.
El artículo 133 de la Constitución Política, establece además que si el Presidente del Consejo de Ministros es censurado, se produce la crisis total del gabinete. Tradicionalmente, en esta situación, renuncian todos los ministros.